# Kasseler Sport-Verein Hessen Kassel 1985-1986
Questa voce raccoglie le informazioni riguardanti il Kasseler Sport-Verein Hessen Kassel nelle competizioni ufficiali della stagione 1985-1986.

## Stagione
Nella stagione 1985-1986 l'Hessen Kassel, allenato da Jörg Berger e Rudolf Kröner, concluse il campionato di 2. Bundesliga al 5º posto. In Coppa di Germania l'Hessen Kassel fu eliminato al secondo turno dall'Hannover 96.

## Rosa
| N. |                     | Ruolo | Calciatore          |
| -- | ------------------- | ----- | ------------------- |
| 1  | Germania (bandiera) | P     | Hans Wulf           |
| 3  | Germania (bandiera) | D     | Volker Münn         |
| 4  | Germania (bandiera) | D     | Mike Kahlhofen      |
| 4  | Germania (bandiera) | D     | Stefan Panierschky  |
| 5  | Germania (bandiera) | D     | Stefan Kuhn         |
| 5  | Germania (bandiera) | D     | Karl-Heinz Neukirch |
| 6  | Germania (bandiera) | C     | Uwe Schreml         |
| 7  | Germania (bandiera) | A     | Michael Deuerling   |
| 8  | Germania (bandiera) | A     | Peter Cestonaro     |
| 9  | Germania (bandiera) | C     | Horst Knauf         |

| N. |                        | Ruolo | Calciatore          |
| -- | ---------------------- | ----- | ------------------- |
| 11 | Germania (bandiera)    | C     | Karl Bönisch        |
|    | Germania (bandiera)    | P     | Thomas Kneuer       |
|    | Spagna (bandiera)      | D     | Pedro Aguilar       |
|    | Germania (bandiera)    | C     | Dirk Bakalorz       |
|    | Germania (bandiera)    | C     | Michael Drube       |
|    | Germania (bandiera)    | C     | Uwe Eplinius        |
|    | Germania (bandiera)    | C     | Thomas Freudenstein |
|    | Germania (bandiera)    | C     | Dieter Hecking      |
|    | Inghilterra (bandiera) | A     | Terry Scott         |
|    | Germania (bandiera)    | A     | Lothar Sippel       |

## Organigramma societario
Area tecnica
- Allenatore: Rudolf Kröner
- Allenatore in seconda:
- Preparatore dei portieri:
- Preparatori atletici:

## Calciomercato

### Sessione estiva
| Acquisti | Acquisti       | Acquisti            | Acquisti |
| R.       | Nome           | da                  | Modalità |
| -------- | -------------- | ------------------- | -------- |
| C        | Michael Drube  | Hessen Kassel II    |          |
| C        | Dieter Hecking | Borussia M'gladbach |          |
| D        | Pedro Aguilar  | Paderborn           |          |
| A        | Lothar Sippel  | Göttingen           |          |

| Cessioni | Cessioni     | Cessioni           | Cessioni |
| R.       | Nome         | a                  | Modalità |
| -------- | ------------ | ------------------ | -------- |
| A        | Helmut Hampl | CSC 03 Kassel      |          |
| A        | Heinz Traser | 1. FC 04 Darmstadt |          |

### Sessione invernale
| Acquisti | Acquisti | Acquisti | Acquisti |
| R.       | Nome     | da       | Modalità |
| -------- | -------- | -------- | -------- |

| Cessioni | Cessioni | Cessioni | Cessioni |
| R.       | Nome     | a        | Modalità |
| -------- | -------- | -------- | -------- |

## Risultati

### 2. Bundesliga

#### Girone di andata
| Arbitro: | Matheis |

|             |           |                              |
| Günther 43’ | Marcatori | 67’ Hecking 72’ Freudenstein |

| Arbitro: | Strigel |

|               |           |                          |
| Cestonaro 18’ | Marcatori | 2’ Tschiskale 49’ Kunkel |

| Arbitro: | Horeis |

|               |           |                             |
| Zimmermann 1’ | Marcatori | 23’ Cestonaro 32’ Kahlhofen |

| Arbitro: | Probst |

|            |           |  |
| Hecking 3’ | Marcatori |  |

| Arbitro: | Puchalski |

|          |           |  |
| Linz 78’ | Marcatori |  |

| Arbitro: | Amerell |

|                                                 |           |                   |
| Aguilar 20’ Scott 48’ Kahlhofen 64’ Hecking 67’ | Marcatori | 44’ (rig.) Knecht |

| Arbitro: | Bruch |

|                  |           |  |
| Sané 28’ Löw 83’ | Marcatori |  |

| Arbitro: | Kasperowski |

|                                                         |           |                  |
| Bakalorz 49’ (rig.) Cestonaro 59’ Hecking 79’ Scott 86’ | Marcatori | 13’ Schlumberger |

| Arbitro: | Merk |

|                         |           |             |
| Buschmann 58’ Hotić 70’ | Marcatori | 79’ Aguilar |

| Arbitro: | Diekert |

|                                      |           |  |
| Bakalorz 30’ Scott 33’ Cestonaro 36’ | Marcatori |  |

| Arbitro: | Kriegelstein |

|               |           |                                          |
| Schneider 38’ | Marcatori | 37’ Cestonaro 44’ Freudenstein 64’ Scott |

| Arbitro: | Krug |

|                    |           |          |
| Cestonaro 13’, 55’ | Marcatori | 60’ Worm |

| Arbitro: | Brehm |

|                                                       |           |               |
| Mörsdorf 10’, 48’ Lenz 23’ Dooley 53’, 78’ Müller 86’ | Marcatori | 41’ Cestonaro |

| Arbitro: | Tritschler |

|  |           |               |
|  | Marcatori | 82’ Ostermann |

| Arbitro: | Uhlig |

|                 |           |  |
| Helmes 21’, 85’ | Marcatori |  |

| Arbitro: | Gabor |

|                             |           |          |
| Deuerling 21’ Kahlhofen 49’ | Marcatori | 55’ Ruof |

| Arbitro: | Hontheim |

|                           |           |                    |
| Deuerling 5’ Bakalorz 67’ | Marcatori | 38’, 69’ Reisinger |

| Arbitro: | Eli |

|          |           |             |
| Bunk 79’ | Marcatori | 81’ Hecking |

| Kassel 18 dicembre 1985, ore 15:00 CET 19ª giornata | Hessen Kassel | 0 – 0 referto | Bayreuth | Auestadion (2 500 spett.)\| Arbitro: \| Steffens \| |
| Arbitro:                                            | Steffens      |               |          |                                                     |

#### Girone di ritorno
| Arbitro: | Kautschor |

|                                                  |           |                                                 |
| Deuerling 14’ Bönisch 76’ Cestonaro 80’ Münn 89’ | Marcatori | 36’ (rig.) Pilipović 45’ Schmidt 53’ Schütterle |

| Arbitro: | Neuner |

|                                 |           |  |
| Tschiskale 31’ Allievi 67’, 68’ | Marcatori |  |

| Arbitro: | Kruse |

|                                                     |           |  |
| Trares 21’ (aut.) Münn 26’ Bönisch 46’ Bakalorz 51’ | Marcatori |  |

| Arbitro: | Diekert |

|                     |           |                  |
| Notthoff 53’ (rig.) | Marcatori | 32’, 56’ Aguilar |

| Arbitro: | Reinstädtler |

|               |           |  |
| Cestonaro 11’ | Marcatori |  |

| Arbitro: | Wittke |

|              |           |  |
| Tobollik 23’ | Marcatori |  |

| Arbitro: | Puchalski |

|  |           |                                        |
|  | Marcatori | 18’ Löffler 44’ Löw 50’ Sané 87’ Hauck |

| Arbitro: | Broska |

|  |           |                                |
|  | Marcatori | 38’ Freudenstein 75’ Kahlhofen |

| Arbitro: | Schmidhuber |

|                                   |           |  |
| Dieckmann 35’ (aut.) Neukirch 38’ | Marcatori |  |

| Arbitro: | Mierswa |

|                                    |           |                                     |
| Olaidotter 2’ Elser 19’ Hobday 80’ | Marcatori | 18’ Freudenstein 68’ (rig.) Hecking |

| Arbitro: | Ermer |

|            |           |            |
| Hecking 4’ | Marcatori | 76’ Krella |

| Arbitro: | Barnick |

|            |           |               |
| Geiger 43’ | Marcatori | 35’ Cestonaro |

| Arbitro: | Heitmann |

|                                           |           |  |
| Cestonaro 7’ Bakalorz 9’ Freudenstein 41’ | Marcatori |  |

| Arbitro: | Ahlenfelder |

|                       |           |              |
| Wollitz 47’ Ozaki 53’ | Marcatori | 72’ Bakalorz |

| Arbitro: | Ermer |

|                                        |           |  |
| Hecking 66’ Kahlhofen 70’ Bakalorz 86’ | Marcatori |  |

| Arbitro: | Horeis |

|  |           |              |
|  | Marcatori | 79’ Bakalorz |

| Arbitro: | Eli |

|  |           |           |
|  | Marcatori | 90’ Knauf |

| Arbitro: | Retzmann |

|              |           |          |
| Bakalorz 88’ | Marcatori | 18’ Bunk |

| Arbitro: | Eli |

|          |           |  |
| Besl 85’ | Marcatori |  |

### Coppa di Germania
| Arbitro: | Broska |

|                              |           |                                       |
| Doblhofer 40’ Steinhauer 58’ | Marcatori | 53’ Cestonaro 62’ Aguilar 74’ Hecking |

| Arbitro: | Barnick |

|                      |           |                  |
| Schaub 78’ Reich 89’ | Marcatori | 72’ Freudenstein |

## Statistiche

### Statistiche di squadra
| Competizione      | Punti | In casa | In casa | In casa | In casa | In casa | In casa | In trasferta | In trasferta | In trasferta | In trasferta | In trasferta | In trasferta | Totale | Totale | Totale | Totale | Totale | Totale | DR  |
| Competizione      | Punti | G       | V       | N       | P       | Gf      | Gs      | G            | V            | N            | P            | Gf           | Gs           | G      | V      | N      | P      | Gf     | Gs     | DR  |
| ----------------- | ----- | ------- | ------- | ------- | ------- | ------- | ------- | ------------ | ------------ | ------------ | ------------ | ------------ | ------------ | ------ | ------ | ------ | ------ | ------ | ------ | --- |
| 2. Bundesliga     | 44    | 19      | 12      | 4       | 3       | 38      | 18      | 19           | 7            | 2            | 10           | 20           | 29           | 38     | 19     | 6      | 13     | 58     | 47     | +11 |
| Coppa di Germania | -     | 0       | 0       | 0       | 0       | 0       | 0       | 2            | 1            | 0            | 1            | 4            | 4            | 2      | 1      | 0      | 1      | 4      | 4      | 0   |
| Totale            | 44    | 19      | 12      | 4       | 3       | 38      | 18      | 21           | 8            | 2            | 11           | 24           | 33           | 40     | 20     | 6      | 14     | 62     | 51     | +11 |

### Andamento in campionato
| Giornata  | 1 | 2 | 3 | 4 | 5 | 6 | 7 | 8 | 9 | 10 | 11 | 12 | 13 | 14 | 15 | 16 | 17 | 18 | 19 | 20 | 21 | 22 | 23 | 24 | 25 | 26 | 27 | 28 | 29 | 30 | 31 | 32 | 33 | 34 | 35 | 36 | 37 | 38 |
| --------- | - | - | - | - | - | - | - | - | - | -- | -- | -- | -- | -- | -- | -- | -- | -- | -- | -- | -- | -- | -- | -- | -- | -- | -- | -- | -- | -- | -- | -- | -- | -- | -- | -- | -- | -- |
| Luogo     | T | C | T | C | T | C | T | C | T | C  | T  | C  | T  | C  | T  | C  | C  | T  | C  | C  | T  | C  | T  | C  | T  | C  | T  | C  | T  | C  | T  | C  | T  | C  | T  | T  | C  | T  |
| Risultato | V | P | V | V | P | V | P | V | P | V  | V  | V  | P  | P  | P  | V  | N  | N  | N  | V  | P  | V  | V  | V  | P  | P  | V  | V  | P  | N  | N  | V  | P  | V  | V  | V  | N  | P  |
| Posizione | 4 | 8 | 7 | 6 | 9 | 5 | 7 | 4 | 8 | 5  | 3  | 1  | 6  | 7  | 8  | 8  | 8  | 8  | 9  | 7  | 9  | 6  | 6  | 5  | 8  | 9  | 8  | 6  | 9  | 9  | 8  | 7  | 8  | 8  | 5  | 3  | 4  | 5  |

Legenda:

Luogo: C = Casa; T = Trasferta. Risultato: V = Vittoria; N = Pareggio; P = Sconfitta.

### Statistiche dei giocatori
| Giocatore       | 2. Bundesliga | 2. Bundesliga | 2. Bundesliga | 2. Bundesliga | Coppa di Germania | Coppa di Germania | Coppa di Germania | Coppa di Germania | Totale   | Totale | Totale      | Totale     |
| Giocatore       | Presenze      | Reti          | Ammonizioni   | Espulsioni    | Presenze          | Reti              | Ammonizioni       | Espulsioni        | Presenze | Reti   | Ammonizioni | Espulsioni |
| --------------- | ------------- | ------------- | ------------- | ------------- | ----------------- | ----------------- | ----------------- | ----------------- | -------- | ------ | ----------- | ---------- |
| P. Aguilar      | 34            | 4             | 5             | 0             | 2                 | 1                 | 0                 | 0                 | 36       | 5      | 5           | 0          |
| D. Bakalorz     | 34            | 9             | 5             | 0             | 1                 | 0                 | 0                 | 0                 | 35       | 9      | 5           | 0          |
| K. Bönisch      | 25            | 2             | 0             | 0             | 1                 | 0                 | 0                 | 0                 | 26       | 2      | 0           | 0          |
| P. Cestonaro    | 31            | 12            | 2             | 0             | 2                 | 1                 | 0                 | 0                 | 33       | 13     | 2           | 0          |
| M. Deuerling    | 23            | 3             | 3             | 0             | 2                 | 0                 | 0                 | 0                 | 25       | 3      | 3           | 0          |
| M. Drube        | 1             | 0             | 0             | 0             | 0                 | 0                 | 0                 | 0                 | 1        | 0      | 0           | 0          |
| U. Eplinius     | 28            | 0             | 3             | 0             | 0                 | 0                 | 0                 | 0                 | 28       | 0      | 3           | 0          |
| T. Freudenstein | 29            | 5             | 9             | 0             | 2                 | 1                 | 1                 | 0                 | 31       | 6      | 10          | 0          |
| D. Hecking      | 37            | 8             | 1             | 0             | 2                 | 1                 | 1                 | 0                 | 39       | 9      | 2           | 0          |
| M. Kahlhofen    | 35            | 5             | 6             | 0             | 2                 | 0                 | 0                 | 0                 | 37       | 5      | 6           | 0          |
| H. Knauf        | 18            | 1             | 3             | 0             | 2                 | 0                 | 0                 | 0                 | 20       | 1      | 3           | 0          |
| T. Kneuer       | 0             | 0             | 0             | 0             | 0                 | 0                 | 0                 | 0                 | 0        | 0      | 0           | 0          |
| S. Kuhn         | 3             | 0             | 0             | 0             | 0                 | 0                 | 0                 | 0                 | 3        | 0      | 0           | 0          |
| V. Münn         | 33            | 2             | 3             | 0             | 2                 | 0                 | 0                 | 0                 | 35       | 2      | 3           | 0          |
| K. Neukirch     | 14            | 1             | 3             | 1             | 0                 | 0                 | 0                 | 0                 | 14       | 1      | 3           | 1          |
| S. Panierschky  | 24            | 0             | 4             | 1             | 2                 | 0                 | 0                 | 0                 | 26       | 0      | 4           | 1          |
| U. Schreml      | 32            | 0             | 6             | 1             | 2                 | 0                 | 1                 | 0                 | 34       | 0      | 7           | 1          |
| T. Scott        | 28            | 4             | 0             | 0             | 2                 | 0                 | 1                 | 0                 | 30       | 4      | 1           | 0          |
| L. Sippel       | 15            | 0             | 4             | 0             | 0                 | 0                 | 0                 | 0                 | 15       | 0      | 4           | 0          |
| H. Wulf         | 38            | 0             | 0             | 0             | 2                 | 0                 | 0                 | 0                 | 40       | 0      | 0           | 0          |